# 安德烈·庫雷熱
安德烈·庫雷熱（法語：[andʁe kuʁɛʒ]；1923年3月6日—2016年1月7日）是法國時裝設計師。他於1960年代以流線型的設計而聞名，他的這些設計受到現代主義和未來主義的影響，充分利用了現代技術和新布料。庫雷熱將戈戈舞靴（Go-go boot）的設計定型並使其流行一時，庫雷熱常與玛丽·奎恩特被認為是迷你裙的發明者。

## 早年生活
庫雷熱出生在大西洋庇里牛斯省貝亞恩的波城。從小就展現出設計師的天分，因此下定想在艺术学校攻读設計系，但他的父親和管家拒絕庫雷熱的就讀設計系，而是要求成為工程師，因此庫雷熱轉以就讀於國立橋路學校（École des Ponts-et-Chaussées）。在二战期间他成为法國空天軍的飞行员。

## 生涯

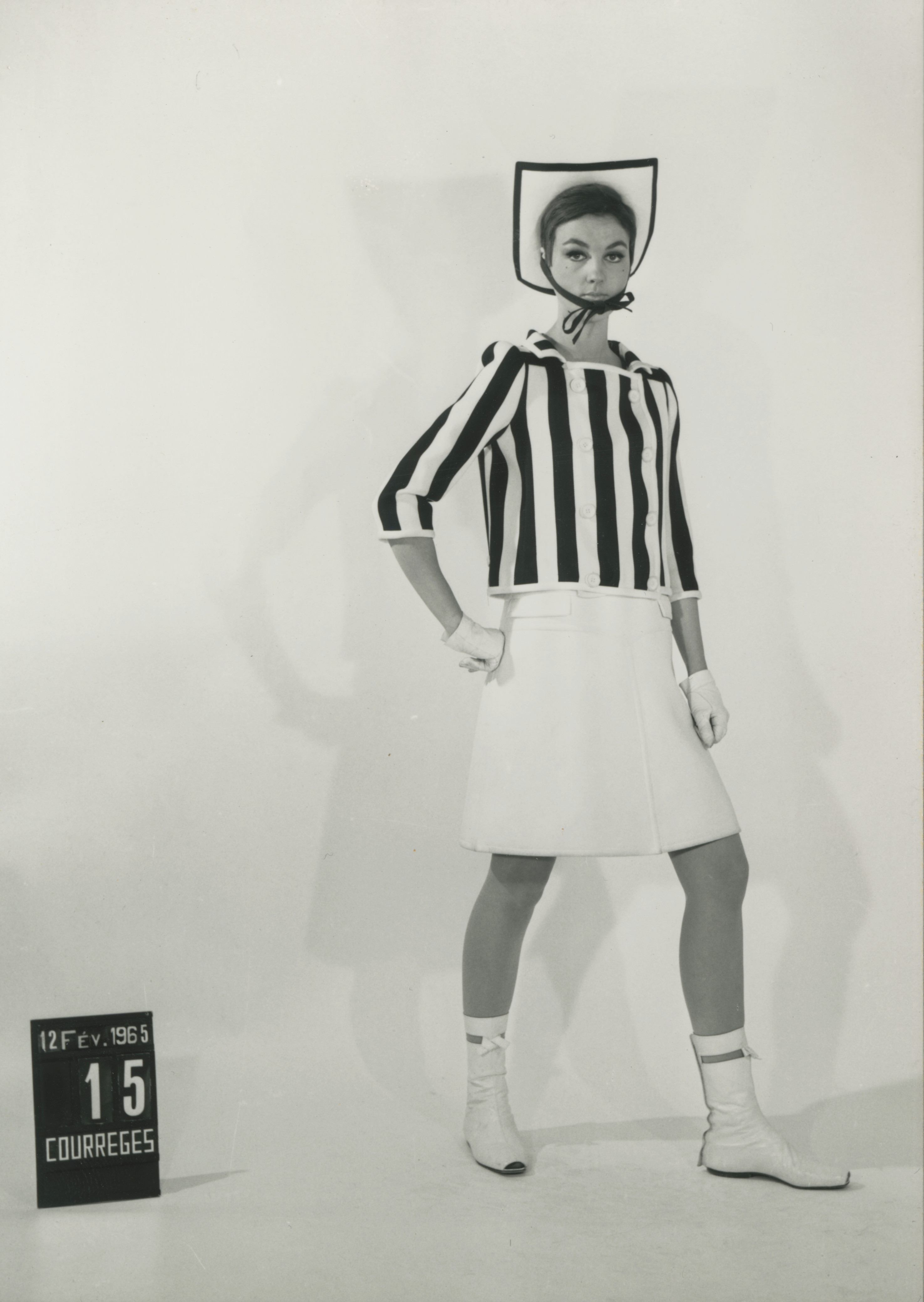
1965年女性西裝組

1945年在成為土木工程師後庫雷熱前往巴黎去珍妮·拉佛瑞（Jeanne Lafaurie）的服裝店工作。數個月後便隨著克里斯托巴爾・巴倫西亞加（Cristóbal Balenciaga）一起工作。
庫雷熱跟著巴倫西亞加工作了10年去精通服裝剪裁和結構分析，1961年落成自己的時裝店，後來以自身名稱成立自家品牌Courrèges。Courrèges以極其簡單、幾何又呈現代風的設計而聞名，包括“小白裙”和女用褲。這些服裝常搭配低跟白色踝靴，這種設計組合以他自己的名字稱為庫雷熱靴（Courrèges boot），後來成了流行一時的戈戈舞靴（go-go boot）。他的客戶及可支配收入來源當時都為成熟保守的女性，且收入高。庫雷熱的設計風格受到了他的從師巴倫西亞加的影響，設計上可看出有巴倫西亞加細心塑造的風格。
Courrèges的1964年秋季系列以當時前所未聞的結合現代和未來風的設計推動時尚業的發展。該系列包括量身定制的束腰外衣和褲子，跟外衣和褲子相得益彰很合配的迷你裙。他將迷你裙再搭配白色和彩色皮革和高筒靴，整體增添了份那很有自信獨有的氣息。這系列的服裝設計成了數十年來重要的時尚發展之一，並引起許多時尚業者效仿。
但也引起是誰創造迷你裙的爭論，庫雷熱聲稱迷你裙是他發明，並指控倫敦的競爭對手玛丽·奎恩特僅僅是將其“商業化”銷售。 庫雷熱於1965年1月為當年的春夏系列推出了短裙（膝蓋以上約四英寸）。在1964年8月的高級定製時裝發表會上就已經推出了“過膝”裙，被《纽约时报》（The New York Times）評本次發表會為「有史以來最好的秀」。瓦來麗‧斯蒂爾（Valerie Steele）認為早在1961年庫雷熱就已設計了迷你裙，儘管她也同意奎恩特發明迷你裙的說法，這套說法有更令人信服的證据支持。另一派如卫报（The Guardian）記者潔絲·卡特納-莫雷（Jess Cartner-Morley）明確地認為庫雷熱是迷你裙的發明者。 《独立报》（The Independent）某篇文章表示：「庫雷熱是迷你裙的發明者：至少在他自己和法国时尚界的眼中是这样。…争论歸結於高级时装与街头时尚、法国和英国時尚業的競爭——無論什麼方式都没有确鑿的證據總結。」 除了短裙，庫雷熱也以其女式衣褲套裝（trouser suit）、露肩上衣（cut-out back）和露腰上衣（midriff）而聞名，所有的這些設計都為體能活潑型的年輕女性所設計的。斯蒂爾將庫雷熱的作品評價為“青春時尚之精彩時裝版”。 
其中最有特色的造型是針織連體襪（Bodystocking）和在腰部吊著的軋別丁（Gabardine）迷你裙，這種設計在當時常被廣泛抄襲，這令他懊惱不已，在各家時尚業者紛紛模仿的情況下曾一整年都沒推出新的作品，直到 1967 年他才再次為他的作品舉辦新聞發布會。
庫雷熱喜愛使用的物質材料包括乙烯基（Vinyl）等塑料和氨綸（Spandex）等彈力纖維。配色方面較常用白色和銀色互相搭配，但也常使用柑橘色顯現光澤，在他1964年8月的時裝秀中，以白色為主的設計被他標誌性的透明粉紅色調和、其他出現的顏色有“烈光”的綠色、各種深淺棕色色調和芙蓉紅。
1967年庫雷熱和與他的設計助理柯克琳·巴里爾（Coqueline Barrière）結婚。他們是在巴黎世家（Balenciaga）一起工作時認識的，並在他的餘生中作為夫妻一起工作，並組成團隊。
1968庫雷熱將公司的一部分股份賣至萊雅（L'Oréal），以資助他的擴張，到1972公司已在全球擁有125家精品店。同年開始委託為當年的慕尼黑奧運會設計工作人員制服。
1973年起開始提供男裝，除此之外庫雷熱也發展出很多香水產品如Empreinte、Courrèges Homme、Eau de Courrèges、Courrèges Blue, Sweet Courrèges、Generation Courrèges等。1970年代末更簽署了從鞋子到毛巾等多種服裝系列的許可協議。 
1983年初庫雷熱與本田技研工業合作設計TACT小型摩托車特別版。2005年日本流行音樂團體ET-KING成員Itokin持有庫雷熱品牌的日本成衣授權，零售價值為 5000 萬歐元。 
在其自有名稱品牌大獲成功後，庫雷熱的事業蒸蒸日上，不過在1994年其妻子巴里爾接替他擔任公司品牌的藝術總監，在成功收回自家時尚品牌後於隔年退休，儘管其品牌持有權曾數度改變。 
2011年庫雷熱將Courrèges品牌出售給了兩位廣告主管雅克‧邦格特（Jacques Bungert）和弗雷德里克·托洛廷（Frédéric Torloting）。 

## 太空服設計
Courrèges的1964年秋季系列奠立了庫雷熱對時尚業的影響力，並冠上太空時代設計師的稱號。該系列包括帶有對比色飾邊的建築雕塑雙排扣外套，剪裁俐落的無袖或短袖低腰迷你連衣裙，腰線下垂，貼邊縫線精細，束腰外衣搭配時髦寬長褲。引人注目的外觀是採用革命性剪裁的線性迷你連衣裙，剪裁拼接的設計則露出腰部、腹部和背部。庫雷熱對時尚的解放有著堅定的信念，他強調：「女人的身體必須堅定而自由，而不是柔軟和受束縛」。挽具——腰帶和胸罩——是代表奴隸的鏈子。”這就是為什麼他的剪裁拼接的服裝設計裡沒有胸罩的原因。
配件的靈感來自太空人裝備，如護目鏡、頭盔和平底鞋。這些設計以白色和金屬色的方式實現設計理念，強調未來主義系列的特色，所使用的材料物質也都是當年時尚業中較不常用的，如金屬、塑料和PVC。因前所未見的創新設計，英國版《Vogue》更宣布1964 年是“庫雷熱年”，慶祝整個太空系列的推出。《紐約時報》（The New York Times）形容他是“年度最耀眼的火焰”並來形容裙子顏色設計上的轉變。皮爾·卡丹（Pierre Cardin）和帕科·拉班（Paco Rabanne）等設計師對“未來”時尚造型產生了影響。 隨著該風格的流行，庫雷熱的設計滲透到大規模生產企業，這些企業利用庫雷熱的設計啟發了很多時惠的產品設計。

## 晚年及逝世
庫雷熱到晚年罹患帕金森氏症（ Parkinson's disease）長達30年。庫雷熱於2016年1月7日在巴黎郊外的塞納河畔訥伊逝世，享壽92歲。留下妻子和數名女兒。
許多設計師在網路上紀念他的生平及成就，連法國總統弗朗索瓦·奧朗德（François Hollande）也在推特上哀悼：「安德烈·庫雷熱 （André Courrèges）是一位革命性的時尚設計師，他用幾何形狀和新材料在高級時裝上留下了自己的標記。」
卡拉·索薩尼（Carla Sozzani）也對庫雷熱的生平及成就紀念做出評價，並有提及出書的事情：「庫雷熱是一位展望未來的設計師，1982年他透過他的書預測了對未來健康生活和健美身材管理之想法，它改變了時裝的概念，也標誌著時尚進入了新時代。」

## 外部連結
- 公司官方網站 （页面存档备份，存于）
- 時裝模特指南上的安德烈·庫雷熱